# Mściszewice (gromada)
Mściszewice – dawna gromada, czyli najmniejsza jednostka podziału terytorialnego Polskiej Rzeczypospolitej Ludowej w latach 1954–1972.
Gromady, z gromadzkimi radami narodowymi (GRN) jako organami władzy najniższego stopnia na wsi, funkcjonowały od reformy reorganizującej administrację wiejską przeprowadzonej jesienią 1954 do momentu ich zniesienia z dniem 1 stycznia 1973, tym samym wypierając organizację gminną w latach 1954–1972.
Gromadę Mściszewice z siedzibą GRN w Mściszewicach utworzono – jako jedną z 8759 gromad na obszarze Polski – w powiecie kartuskim w woj. gdańskim na mocy uchwały nr 17/III/54 WRN w Gdańsku z dnia 5 października 1954. W skład jednostki wszedł obszar dotychczasowej gromady Mściszewice ze zniesionej gminy Suleczyno oraz obszar dotychczasowej gromady Klukowa Huta ze zniesionej gminy Kamienica Szlachecka w tymże powiecie. Dla gromady ustalono 16 członków gromadzkiej rady narodowej.
1 stycznia 1962 gromadę zniesiono, a jej obszar włączono do gromad: Kamienica Szlachecka (miejscowości Łosienice, Ostrowie Kamienickie i Nowe Łosienice), Stężyca (miejscowości Klukowa Huta, Danachowo, Dąbrowa i Nowy Ostrów) i Sulęczyno (miejscowości Augustowo, Mściszewice, Betleem, Gliniewo, Korkowo, Skoczkowo, Sucha, Golica, Łysa Góra, Puck, Bębny, Końska Głowa, Szerzawa, Szeroka Miedza i Lewinowo) w tymże powiecie.